# طابع دائم

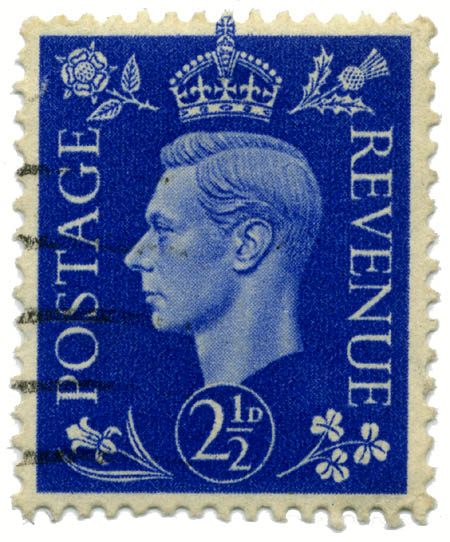
صدر هذا الطابع النهائي للمملكة المتحدة الذي يُظهر الملك جورج السادس ملك المملكة المتحدة لأول مرة في عام 1937

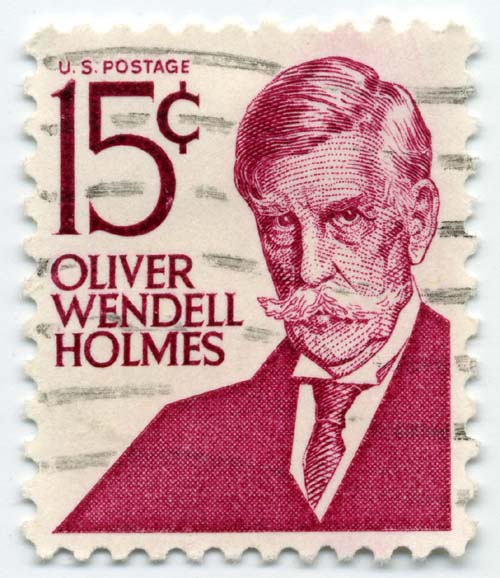
طابع بريد من سلسلة طوابع "أمريكيون بارزون" من الولايات المتحدة من عام 1968، يحمل صورة أوليفر ويندل هولمز

الطابع الدائم أو الطابع النهائي أو الطابع التعريفي أو الطابع القياسي، هو طابع بريد يكون جزءًا من الإصدار المنتظم لطوابع بلد ما، ويكون متاحًا للبيع من قبل مكتب البريد لفترة زمنية طويلة. والطوابع النهائية مصممة لخدمة الاحتياجات البريدية اليومية للبلاد. ويستخدم هذا المصطلح على النقيض من مصطلح "الطابع البريدي المؤقت"، وهو الطابع الصادر لفترة مؤقتة إلى حين توفر الطوابع العادية، أو "الطابع التذكاري"، وهو طابع "يصدر لتكريم شخص ما أو يصدر بمناسبة تذكار حدث خاص" ويتوفر لفترة محدودة فقط.

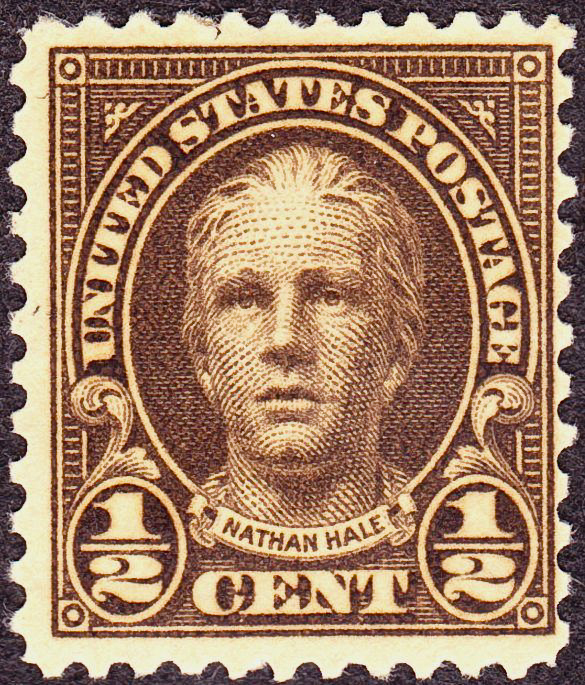
ظهرت صورة ناثان هيل على طوابع بريد أمريكية صدرت في عامي 1925 و1929. صورة هيل مأخوذة من تمثال لبيلا ليون برات

وعادةً ما يتضمن الإصدار النهائي أو السلسلة النهائية طوابع في مجموعة من الفئات التي تكفي لتغطية الأسعار البريدية الحالية. يعني "الإصدار" بشكل عام مجموعة تطرح للبيع في نفس الوقت، في حين أن "السلسلة" موزعة على عدة سنوات، ولكن المصطلحات ليست دقيقة. قد تصدر طوابع إضافية في سلسلة ما حسب الحاجة بسبب التغييرات في الأسعار البريدية؛ ومع ذلك قد تكون بعض القيم متاحة بشكل دائم، بغض النظر عن الأسعار السائدة؛ ومن الأمثلة على ذلك 1c أو 1p و1p و1 جنيه إسترليني.

## النطاق
يختلف نطاق القيم باختلاف العصر والبلد، ولكن التركيز على التغطية؛ يجب أن تكون القيم كافية لتعويض جميع الرسوم الممكنة باستخدام أقل عدد ممكن من الطوابع. وبصفة عامة، تكون أصغر قيمة هي أصغر وحدة من العملة، أو أصغر سعر بريدي كسري؛ فعلى سبيل المثال، تضمن الإصدار العادي لعام 1925 في الولايات المتحدة طابعاً بريدياً بقيمة 1⁄2 سنت لأن بعض الأسعار كان يعبر عنها بكسور من السنت للأوقية. إن أعلى قيمة في السلسلة المطبوعة من الطابع النهائي عادةً ما تكون كبيرة جدًا، وعادةً ما تكون من 50 إلى 100 ضعف سعر الحرف العادي؛ وتشمل القيم النموذجية جنيهًا واحدًا وخمسة دولارات وما إلى ذلك. لا يراها الشخص العادي في كثير من الأحيان، فهي أكثر شيوعًا للطرود.
عادةً ما يتم اختيار القيم البينية "لإجراء التغيير" بكفاءة، على سبيل المثال 1، 2، 5، 10، 20، 50 بعملة عشرية. ومن الشائع تضمين جميع القيم بين 1 و10، ومضاعفات العدد 5 من 10 إلى 50، ومضاعفات العدد 10 من 50 إلى 100.
قد تعكس القيم "الشاذة" الإضافية معدلات شائعة محددة، وإذا استمرت السلسلة لفترة من الزمن، فقد يكون هناك عدد من هذه القيم غير المعتادة كما هو الحال في سلسلة ماشين QE II في المملكة المتحدة أدناه.
الطوابع النهائية أو التعريفية هي الطوابع التي تمثل العمود الفقري للبلد، ولذلك فهي تميل إلى أن تكون صغيرة الحجم، مع تصميمات تعكس الثقافة والتاريخ المحليين. وغالبًا ما تكون الطوابع التعريفية للبلدان الفقيرة بسيطة جدًا ومطبوعة بتكلفة زهيدة، على عكس الطوابع التذكارية الكبيرة والمزخرفة التي تكاد تكون ربحًا خالصًا إذا اشتراها هواة جمع الطوابع الأجانب ولم تستخدم أبدًا ضمن طوابع البريد.

## تواتر الإصدار
نظرًا لأن الإدارات البريدية تعلم أن العديد من هواة جمع الطوابع البريدية يرغبون في امتلاك كل طابع من سلسلة نهائية ما، وقد تكون السلسلة الكاملة باهظة الثمن، فهناك دائمًا إغراء من قبل البيروقراطيين الحكوميين لكسب المزيد من المال عن طريق إصدار مجموعات نهائية جديدة بشكل متكرر، بالإضافة بضمنها طوابع ذات قيمة اسمية عالية جدًا في المجموعة.
وقد أوصت منظمات جامعي التحصيل بأن لا تصدر الإدارات إصدارات نهائية جديدة إلا كل خمس سنوات على الأكثر، وتتبع معظم إدارات العالم هذه السياسة. ويُستثنى من ذلك وفاة ملك أو زعيم بارز آخر، مما يستلزم إصدار سلسلة نهائية جديدة للحاكم الجديد. في بعض الأحيان تتغير الصورة فقط، ويظل التصميم الخارجي (المعروف بالإطار) كما هو في عدة إصدارات. أما البلدان التي تتجاهل إرشادات تكرار الإصدار وتصدر أعداداً كبيرة من الطوابع التي لا تستخدم عملياً إلا قليلاً أو لا تستخدم عملياً على الإطلاق، فتصير طوابعها كما يشير إليهِ العديد من هواة جمع الطوابع باسم "ورق الجدران".

## الطابع النهائي في هواية جمع الطوابع

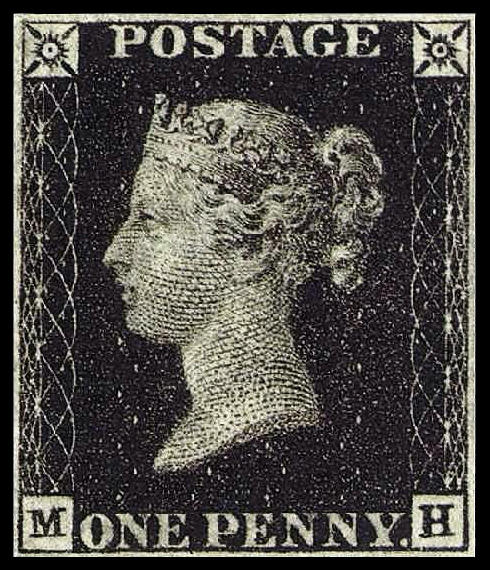
أول طابع بريد عالمي على الإطلاق، الطابع البريدي الأسود من فئة البنس الأسود، الذي صدر في بريطانيا، سنة 1840

نظرًا لأن السلاسل النهائية تصدر على مدى فترة من الزمن ويعاد طبعها لتلبية الطلب البريدي، فإنها غالبًا ما تحتوي على تنوع أكثر مما هو موجود عادةً في الطوابع التي تطبع مرة واحدة. ويعد تبديل طرق الطباعة إلى إجراء تجربة الفوسفور كطريقة شائعة لمعرفة الاختلاف في الطوابع الحديثة، في حين أن الاختلافات في العلامات المائية والتثقيب منتشرة أيضًا، خاصة في الطوابع القديمة. يدرس العديد من هواة جمع الطوابع هذه الاختلافات كجزء من هوايتهم ويحاولون جمع كل الأنواع من كل طابع. بعض الأنواع نادرة بشكل خاص ويمكن أن تكون أكثر قيمة من غيرها من نفس الطابع الذي قد يبدو متشابهًا للمراقب العادي. أحد الأمثلة البارزة على هذا الاختلاف هو طوابع ماشين في المملكة المتحدة، حيث حدد هواة جمع الطوابع أكثر من 1,000 نوع من نفس التصميم الأساسي.
تُعتبر الطوابع الخاصة، مثل طوابع عيد الميلاد التي تصدرها مختلف البلدان سنوياً، في بعض الأحيان طوابع خاصة لأنها ليست تذكارية ولكنها عادةً ما تتضمن مجموعة محدودة من الفئات المتعلقة تحديداً بالبريد الذي شوهد في المناسبة التي صدرت من أجلها.